# ميتسوبيشي لانسر
ميتسوبيشي لانسر هي سيارة عائلية تنتجها شركة ميتسوبيشي موتورز اليابانية. حظت السيارة بعدد من الأسماء مثل كولت لانسر، دودج كولت، كرايسلر فاليانت لانسر، كرايسلر لانسر، هيندوستان لانسر، إيجل سوميت، لاينوسل، ميتسوبيشي كاريزما، ميتسوبيشي ميراج وذلك في العديد من الدول خلال فترات مختلفة، كما تباع في موطنها باسم جالانت فورتيس منذ 2007. وفي تايوان تسمي لانسر فورتيس.
تم بيع ستة ملايين نسخة من الانسر منذ ظهورها عام 1973 حتى 2008. طرحت ميتسوبيشي تسعة أجيال من سيارة لانسر منذ بدأ تصنيعها.
في بداية عام 2017، أعلنت شركة ميتسوبيشي عن وقف تصنيع وإنتاج سيارات لانسر في أغسطس 2017.

## الجيل الثامن
كان أول ظهور للجيل الجديد من لانسر في عام 2005، حينما اصدرت ميتسوبيشي التصميم التجريبي الجديد من لانسر باسم كونبيكت-إكس (بالإنجليزية: Concept-X) في معرض طوكيو للسيارات قبل أن تعلن عن كونبيكت الرياضية (بالإنجليزية: Concept-Sportback) في معرض فرانكفورت للسيارات. لاحقاً، تأكد إصدار السيارة بالتصميمات السابقة وذلك حينما أعلنت الشركة عن الجيل الجديد من السيارات وذلك في معرض ديترويت للسيارات في يناير 2007 ونزل أسواق أمريكا الشمالية في مارس من نفس العام كموديل لسنة 2008. وقد قدمت ميتسوبيشي من خلال تصميمها الجديد روؤيتها في مايسمى؛ الجسم الآمن.

## سيارات السباق

### ميتسوبيشي لانسر ايفوليوشين 6
- قاد (تومي ماكينين) سيّارة (لاسنر إيفوليوشن 6) ليفوز بلقبه الرابع على التوالي في بطولة العالم للراليات، وكلّ الانتصارات التي حقّقها (تومي) كانت على متن أحد إصدارات (لانسر إيفوليوشن).
- بعد سبع سنوات من التطوير وصل طراز (لانسر إيفوليوشن) إلى قمّة تطوّره، وصُنع طراز خاصّ احتفاءً بفوز (ماكينين) يحمل اسمه، كانت المركبة تحتوي على محرّك مستقيم رباعي الاسطوانات من نوع (4 جي63) بسعة 2000 سم مكعّب يولّد عزم دوران يبلغ 510 نيوتن/م وقوّة 290 حصان.

### ميتسوبيشي لانسر ايفوليوشين 5
- كان عام 1998 أنجح أعوام (ميتسوبيشي) في سباقات الرالي. باستخدام هيكل (إيفوليوشن 5) استطاعت (ميتسوبيشي) أخيراً أن تفوز ببطولة العالم للراليات فئة صانعي السيّارات، وذلك بعد أن استعصى عليهم اللّقب لخمس سنوات، (تومي ماكينن) لعب دوراً كبيراً في تحقيق هذا الانتصار حيث فاز هو نفسه بلقب البطولة لفئة السائقين كانت المركبة تحتوي على محرّك مزوّد بشاحن توربينيّ سعة 2000 سم مكعّب يولّد عزم دوران يبلغ 510 نيوتن/م وقوّة 290 حصان.

### ميتسوبيشي لانسر ايفوليوشين 4
- عكس طراز (ميتسوبيشي لانسر إيفوليوشن 4) أربع سنوات من تطوّر (لانسر)، حيث تمّ تطبيق الدروس المستفادة في كلّ سنة من سنوات السّباق في الإصدارات الجديدة، كان هذا التطوّر السريع ضرورياً لتحافظ (ميتسوبيشي) على تفوّقها على السيّارات المنافسة. كانت (إيفوليوشن 4) تحتوي على محرك (4جي63) مستقيم بأربع اسطوانات مع ناقل تروس متسلسل بستّ سرعات يولّد قوّة 280 حصان وينطلق بالسيّارة إلى سرعة قصوى تبلغ 180 كم/س.

### ميتسوبيشي لانسر ايفوليوشين 3
- بحلول عام 1995 كان من الواضح أنّ (ميتسوبيشي) تريد أن تُخضع مركباتها لعمليّة تطوّر سريعة، المواصفات الديناميكيّة الهوائيّة الجديدة ونظام الدفع الرباعي النشط للعجلات كانا من العلامات الفارقة التي ميّزت (لانسر إيفوليوشين 3) عن الطراز السابق. كانت السيّارة تحتوي على محرّك (4 جي 63) بسعة 2000 سم مكعّب مع ناقل تروس يدويّ بستّ سرعات يولّد قوّة 270 حصان.

### ميتسوبيشي لانسر ايفوليوشين 2
- طراز (إيفوليوشن لانسر) الأصليّ لم يحقّق الكثير من الانتثصارات لـ(ميتسوبيشي)، وكمحاولة لتغيير هذا السجلّ تمّ إطلاق إصدار جديد من (لانسر إيفوليوشن)، حملت هذه السيّارة اسم (إيفوليوشن 2) عن جدارة في عام 1994 زُوّدت السيّارة بعدد من الإضافات الديناميكية الهوائيّة التي ميّزت هذا الطراز عن طراز (لانسر إيفوليوشن) السّابق، كما زوّدت السيّارة بجاح خلفيّ كبير وصادم أماميّ قويّ المظهر وزيدت قوّة المحرّك بمقدار 10 حصان لتصبح 260 حصان يولّدها محرّك (4 جي 63) بسعة 2000 سم مكعّب مزوّد بشاحن توربينيّز